# Кен Дохърти
Кен Дохърти (на английски: Ken Doherty, правилно произношение Доорти или Доърти, „х“ не се чете, транскрипция: dō-ər-tē) е ирландец и професионален играч по снукър от 1990 г.
Начинът му на игра е базиран до голяма степен на техниката и на защитните удари, за разлика от начина на игра на повечето професионалисти по снукър, които се стремят предимно към големи точкови брейкове. Вероятно това е и причината, че Кен Дохърти е сред малкото играчи на снукър в челото на Световната ранглиста, които все още не са записали максимален брейк от 147 точки. През 2000 г. е на крачка от постигането на максимален брейк във финалния мач на турнира Бенсън Енд Хеджис Мастърс срещу Матю Стивънс. Тогава той пропуска последната черна топка на масата и остава с брейк от 142 точки.
Кен Дохърти става вторият играч на снукър, роден извън Великобритания, който печели Световното първенство. Това се случва през 1997 г., когато на финала побеждава Стивън Хендри с резултат 18 на 12. След тази своя победа Кен Дохърти се подрежда на трето място в световната ранглиста за сезон 1997/98.
Сезон 2005/2006 е много добър за Кен Дохърти, който през февруари 2006 г. побеждава Джон Хигинс на финала на Купата на Малта. В този мач Дохърти изостава с 8 на 5 фрейма, но успява да запише четири поредни фрейма и в крайна сметка да печели мача. По този начин Кен печели първата си титла от голямо състезание след 2001 г. На световното първенство през 2006 г. Кен Дохърти играе в първия си мач срещу Бари Холкинс. Очакванията са това да бъде най-оспорвания мач в първи кръг, но те въобще не се оправдават и Кен Дохърти побеждава с 10 на 1 фрейма. Във втори кръг Дохърти печели мача си срещу Матю Стивънс с 13 на 8 фрейма. След тази победа той е класиран на 2-ро място в предварителната ранглиста (след Стивън Хендри). В голяма изненада се превръща четвъртфиналният мач на Дохърти срещу Марко Фу, където Кен е победен с 13 на 10 фрейма, а Фу остава последния квалификант на първенството.
Кен, който е женен за Сара, почти се ослепява през 2002 г. при инцидент в банята. Тогава се подхлъзва и се удря в декорацията на банята, като за малко не наранява очите си. Освен това има характерен белег на дясната буза, който е получил когато е бил на 7 години като е паднал от покрива на барака.

## Сезон 2009/10
| Турнир                    | Резутат | Спечелени пари | Ранкинг точки | Най-голям брейк | 100+ брейк | 50+ брейк | Брой спечелени срещи |
| ------------------------- | ------- | -------------- | ------------- | --------------- | ---------- | --------- | -------------------- |
| Шанхай мастърс 2009       |         | £              |               |                 |            |           |                      |
| Гран При 2009             |         | £              |               |                 |            |           |                      |
| Британско първенство 2009 |         | £              |               |                 |            |           |                      |
| Мастърс 2010              |         | £              |               |                 |            |           |                      |
| Първенство на Уелс 2010   |         | £              |               |                 |            |           |                      |
| Първенство на Китай 2010  |         | £              |               |                 |            |           |                      |
| Световно първенство 2010  |         | £              |               |                 |            |           |                      |
| Общо                      |         | £              |               |                 |            |           |                      |